# ستويك (فلم)
ستويك (بالإنجليزية: Stoic) هو فيلم دراما وجريمة تم إنتاجه في كندا وألمانيا وصدر سنة 2009 بطولة إدوارد فورلونغ وشون سايبوس وسام ليفينسون.

## الميزانية والإيرادات
كلف إنتاج الفيلم 2 مليون دولار.

## وصلات خارجية
- مقالات تستعمل روابط فنية بلا صلة مع ويكي بيانات